# Fruko y sus Tesos
Fruko y sus Tesos ist eine kolumbianische Salsagruppe.
Die Gruppe wurde 1970 von dem Komponisten, Produzenten und Sänger Julio Ernesto Estrada (* 1951) gegründet. Er hatte zuvor in New York die Entwicklung des Salsa miterlebt und gründete nach seiner Rückkehr nach Kolumbien Fruko y sus Tesos nach dem Vorbild der Fania All-Stars, einer der führenden Salsagruppen dieser Zeit. Die erste Schallplatte hieß Tesura, war aber nicht sehr erfolgreich. Nach einigen weiteren Platten wurde die Gruppe aber sehr bekannt und Lieder wie El ausente, El caminante, Manyoma und El preso zählen heute zu den Salsaklassikern.
Ab 1973 war auch der aus Cartagena stammende Joe Arroyo für einige Jahre Mitglied bei Fruko y sus Tesos.